# Lonchura caniceps
Il cappuccino testa grigia (Lonchura caniceps Salvadori, 1876) è un uccello passeriforme della famiglia degli Estrildidi.

## Etimologia
Il nome scientifico della specie deriva dall'unione delle parole latine canus ("grigio") e dal suffisso -ceps (indicante la testa), col significato quindi di "dalla testa grigia", in riferimento alla colorazione di questi uccelli alla quale essi devono anche il proprio nome comune.

## Descrizione

### Dimensioni
Misura circa 11 cm di lunghezza, coda compresa.

### Aspetto
Si presenta come un uccelletto dall'aspetto robusto, con forte becco di forma tozza e conica.

Il piumaggio è bruno su dorso, ali e ventre, mentre la testa ed il petto sono di un colore grigio-biancastro; sottocoda e coda sono bruno-nerastri, mentre il codione è di un appariscente colore giallo dorato. Gli occhi sono bruno scuro, le zampe sono carnicino-grigiastre, il becco è grigio-bluastro.

## Biologia
Si tratta di uccelli che vivono perlopiù in coppie od in piccoli gruppi familiari, muovendosi principalmente durante il giorno e passando molto tempo al suolo alla ricerca di cibo, mentre durante la notte essi cercano rifugio fra gli alberi.

### Alimentazione
Il cappuccino testa grigia è un uccello principalmente granivoro, che è in grado di spezzare l'involucro di molti piccoli semi di graminacee grazie al forte becco: non disdegna però di integrare la propria dieta anche con frutti, bacche, germogli e di tanto in tanto (specie durante il periodo riproduttivo) anche con piccoli insetti volanti.

### Riproduzione
Questi uccelli possono riprodursi durante tutto l'anno, tuttavia essi tendono a dare inizio alle cove in prossimità della fine della stagione delle piogge; il nido è una struttura globosa costruita da ambedue i partner con rametti e steli d'erba intrecciati, all'interno della quale la femmina depone 3-6 uova che ambo i sessi provvedono a covare per circa due settimane, al termine delle quali schiudono pulli ciechi ed implumi che sono sempre ambedue i genitori ad accudire fino all'involo (che avviene attorno alle tre settimane dalla schiusa) e spesso anche per una decina di giorni dopo di esso.

## Distribuzione e habitat
Il cappuccino testa grigia è endemico della porzione sud-orientale della Nuova Guinea: esso è un abitatore delle radure erbose ai margini della foresta e le zone sgombre da alberi nei pressi di fiumi e ruscelli.

## Tassonomia
Se ne riconoscono tre sottospecie:
- Lonchura caniceps caniceps, la sottospecie nominale, diffusa nella porzione sud-orientale della Papua Nuova Guinea;
- Lonchura caniceps kumusii Hartert, 1911, diffusa nella porzione settentrionale della Nuova Guinea;
- Lonchura caniceps scratchleyana Sharpe, 1898, diffusa nella porzione montuosa della Nuova Guinea sud-orientale, caratterizzata da colorazione più chiara su dorso e ventre rispetto alla sottospecie nominale;

Si pensa inoltre che questi uccelli vadano a formare un complesso-specie col congenere e molto simile cappuccino degli Arfak.